# Oberschwäbische Benediktinerkongregation
Die Oberschwäbische Benediktinerkongregation (lat. Congregatio Suevica benedictina S. Josephi) war ein am 14. August 1603 per päpstlicher Approbation bestätigter Zusammenschluss unabhängiger Benediktinerklöster aus Oberschwaben unter dem Patrozinium des hl. Joseph. Mit einem Erlass vom 24. März 1782 verfügte Kaiser Josef II. im Rahmen seiner josephinischen Reformbestrebungen den Austritt der vorderösterreichischen Klöster aus der Kongregation, die dann mit der Säkularisation 1802/03 ihr Ende fand.

## Geschichte

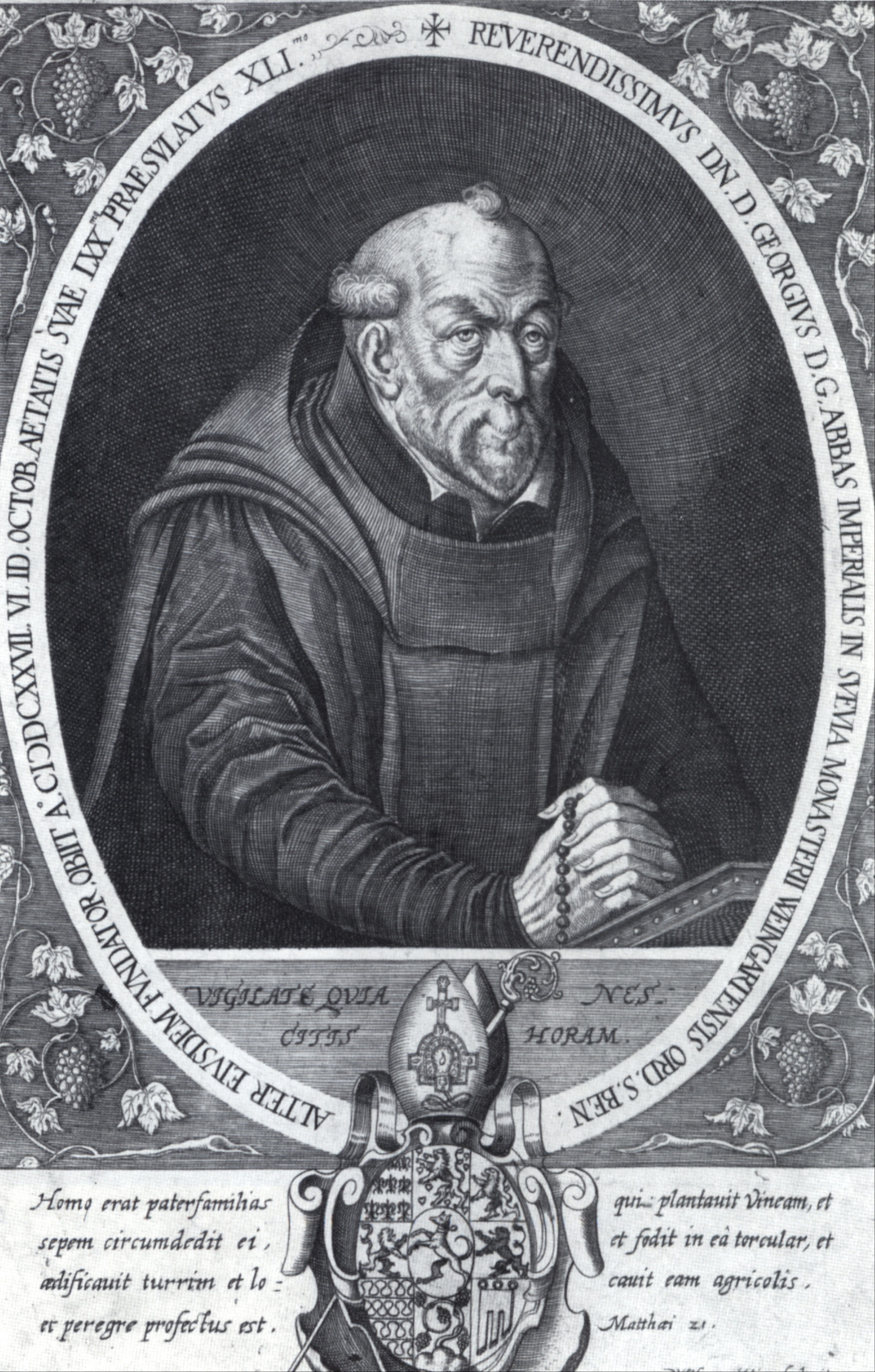
Reichsabt Georg Wegelin – Mitbegründer und erster Präses der Kongregation

Das Vorbild für die Kongregation bildete der Zusammenschluss der Klöster im Erzbistum Mainz und Bistum Bamberg aus dem Jahre 1417. 1568 versammelten sich nach einer Diözesansynode des Bistums Konstanz die Äbte der bisher nicht exemten Benediktinerklöster der Konstanzer Diözese und beschlossen die Bildung einer Kongregation. 1595 ersuchte die Äbteversammlung den damaligen Papst Clemens VIII. um die Approbation, die der Papst 1597 verweigerte. Julius Priscianensis S.J. aus Dillingen und sein vormaliger Schüler Abt Georg Wegelin von Weingarten setzten sich weiterhin für den Aufbau der Kongregation ein. Auf Anordnung des päpstlichen Nuntius Johann della Torre trafen sich 1603 die Äbte von sieben Klöstern in Weingarten und beschlossen am 13. Mai die Neubildung der Kongregation, die am 14. August 1603 von Papst Clemens VIII. bestätigt und dem Protektorat des jeweiligen Nuntius von Luzern unterstellt wurde. Am 23. September 1604 fiel die Wahl zum ersten Präses und Visitator der Oberschwäbischen Benediktinerkongregation auf Abt Georg Wegelin vom Kloster Weingarten. Zum Visitator von Weingarten wurde der Abt von Petershausen bestellt. Patron der Kongregation war seit 1685 der Hl. Josef.

## Mitglieder
Die sieben Gründungsmitglieder waren die Klöster von:
- Weingarten (1603–1803)
- Petershausen (1603–1802)
- Ochsenhausen (1603–1803)
- Zwiefalten (1603–1802)
- Wiblingen (1603–1782)
- Mehrerau (1603–1782)
- Isny (1603–1803)

Im Laufe der Zeit haben sich folgende Klöster der Kongregation angeschlossen:
- Kloster St. Peter auf dem Schwarzwald (1627–1782)
- Kloster Sankt Georgen im Schwarzwald (1627–1782)
- Kloster Anhausen an der Brenz (1629–1648)
- Kloster Alpirsbach (1629–1648)
- Kloster Blaubeuren (1629–1648)
- Kloster Gottesaue (1629–1648)
- Kloster Hirsau (1629–1648)
- Kloster Lorch (1629–1648)
- Kloster Murrhardt (1629–1648)
- Kloster Reichenbach (1629–1648)
- Kloster St. Trudpert (1629–1782)
- Abtei Marienberg (1638–1782)
- Kloster St. Gregor (1640–1656)
- Kloster Sankt Emmeram in Regensburg (1666–1671[?])

## Wesen
Im Mittelpunkt der Bestrebungen der Kongregation standen die Erneuerung der Ordensdisziplin und die Vereinheitlichung des mönchischen Lebens. Man wollte eine gemeinsame Ausbildung der Mönche erreichen, bischöfliche Klostervisitationen vermeiden und sich bei den Steuerzahlungen an die Diözese besser abstimmen. Ein wichtiges Ziel war der Wiedergewinn der nach der Reformation verlorenen Abteien. Es wurde ein Austausch von Mönchen für die sich in der finanziellen oder geistlichen Krise befindlichen Klöster beschlossen. Damit konnte die drohende Auflösung der Klöster in St. Trudpert und Mehrerau verhinderte werden. Um diese Fragen besprechen und notwendige Entscheidungen vollziehen zu können, sollte ein Generalkapitel der Klöster zunächst jährlich, ab 1609 alle drei Jahre zusammenkommen. Dabei wurde ein Präses gewählt, der sich auch einer Wiederwahl stellen konnte. Ab 1618 wurden eigene Priorenkonferenzen abgehalten. Klostervisitationen fanden jährlich statt. Frauenklöster wurden in die Kongregation nicht aufgenommen.
Die Klöster zahlten Beiträge in eine Kongregationskasse, die der Präses verwaltete. Dieser führte auch ein Kongregationssiegel. Das Archiv der Kongregation befand sich in Weingarten. Abschriften der Archivalien wurden im Kloster Ochsenhausen verwahrt. Beide Archive sind verloren gegangen, daher ist eine Erforschung der Kongregationsgeschichte schwierig.

## Tagesablauf, Riten und Liturgie
Innerhalb der Kongregation wurde das von Papst Paul V. approbierte Breviarium Paulinum verwendet. Der Tagesablauf begann mit einem Chorgebet um 3:30 Uhr morgens, Matutin, und endete mit der Komplet um 18:45 Uhr. Es kamen spezielle Stundengebete wie das Totenoffizium., Bußpsalmen, die tägliche Lesung der Regula Benedicti und Gelübdeerneuerung am 21. März und 11. Juli eines jeden Jahres hinzu. Eine weitere wichtige Aufgabe war die Seelsorge der Untertanen in der Form von Sakramentspendung, Predigt, Katechese und Prozessionen.

## Spaltung der Kongregation
Am 24. März 1782 ordnete Kaiser Josef II. den Austritt der vorderösterreichischen Klöster aus der Kongregation an. Fortan hatte die Schwäbische Benediktinerkongregation nur noch folgende Mitglieder: Weingarten, Petershausen, Ochsenhausen, Zwiefalten und Isny. Mit deren Säkularisation 1802/03 ging die Kongregation unter. Am sechsten Mai 1783 schlossen sich die vorderösterreichischen Abteien zu einer eigenen Kongregation unter dem Namen Kongregation vom Hl. Joseph von Vorderösterreich zusammen. Daran beteiligte sich neben den benediktinischen Klöstern Wiblingen, Mehrerau, St. Peter auf dem Schwarzwald, St. Georgen im Schwarzwald, Villingen und St. Trudpert ausnahmsweise auch die Zisterzienserabtei Tennenbach. Die Gründung erfolgte, weil die Klöster Visitationen des Bischofs von Konstanz vermeiden wollten. Als Präses wurde Roman Fehr, der Abt von Wiblingen, gewählt. Nicht zuletzt die starke Abhängigkeit vom österreichischen Landesherrn beeinträchtigte die Entfaltung der Kongregation, die ihren Mitgliedern schnell gleichgültig wurde und 1799 praktisch am Ende war. Formal bestand sie noch bis zum Ende Vorderösterreichs 1805/06.